# Kaitlyn Farrington
Kaitlyn Farrington, née le 18 décembre 1989, est une snowboardeuse américaine spécialisée dans les épreuves de half pipe. 
Elle est notamment championne olympique de half pipe aux Jeux olympiques de 2014.
Issue d’un milieu rural modeste, ses parents ont vendu des veaux pour financer sa carrière et tout son village de Sun Valley s'est cotisé pour lui permettre de se rendre à Sotchi pour les jeux.

## Palmarès

### Jeux olympiques
| Épreuve / Édition | Half-pipe |
| JO 2014 Sotchi    | Or        |